# Banque nationale de Panama

Logo de la banque

La Banque nationale du Panama (espagnol : Banco Nacional de Panamá) (BNP) est l'entité bancaire officielle du Panama. Fondée en 1904, elle remplit certaines fonctions de banque centrale et n'émet pas de billets, sauf dans la monnaie ayant cours légal au Panama ou dans le dollar américain. La monnaie officielle, ou balboa, ne fonctionne qu'en termes comptables. Pour cette raison, le Panama ne dispose pas de banque centrale traditionnelle.
La Banque nationale du Panama était responsable des aspects non monétaires de la banque centrale du Panama, assistée par la Commission bancaire nationale (« Superintendance du marché des valeurs mobilières »), créée conjointement avec le Centre financier international du pays, chargée de délivrer des licences et de superviser les banques.

## Histoire
À l'initiative du député Dom Rodolfo Chiari, ou du président Manuel Amador Guerrero, il promulgua la loi 74, du 13 juin 1904, qui ferait de la vie juridique le bras économique et financier de la nation.
En 1911, le nom fut changé en Banco Nacional, se consolidant ainsi comme moteur de croissance productive interne, principalement dans l'agriculture et l'élevage. En 1919, les premières filiales provinciales sont créées.
En 1956, elle fut déclarée Banque d'État, mais dotée d'une personnalité juridique propre, d'une autonomie dans sa gestion interne et soumise uniquement à la surveillance et au contrôle du Pouvoir Exécutif et du Contrôle Général de la République.